# Abstürzende Brieftauben
Die Abstürzenden Brieftauben sind eine Punkband aus Hannover.

## Geschichte
Die aus dem UJZ Kornstraße in Hannover stammende Band wurde 1983 gegründet und bestand aus Konrad Kittner (Gesang, Gitarre, Schlagzeug) und Mirco „Micro“ Bogumil (* 16. Juli 1967 in Hannover; Gesang, Gitarre, Schlagzeug). Stilistisch sind sie dem Fun-Punk zuzuordnen, der Bandname ist eine Verballhornung des Namens der Industrial-Band Einstürzende Neubauten. Die Brieftauben wurden durch Tourneen und zahlreiche Berichte in der Zeitschrift Bravo deutschlandweit bekannt. Bei ihren Konzerten wechselten sie häufig die Instrumente und animierten die Konzertbesucher zum Stagediving. In Hape Kerkelings Film Kein Pardon (1993) spielten sie in einer Gastrolle zwei punkige Kabelträger.
1993 stieg Oliver Rosthal (Gesang, Schlagzeug) als dritter Mann in die Band ein, und so konnten Konrad und Micro sowohl Gitarre als auch E-Bass einsetzen. 1997 löste sich die Band offiziell auf, fand aber 2002 noch einmal zusammen, um beim 30-Jahresfest des UJZ Glocksee in Hannover ein letztes Mal in der Urbesetzung aufzutreten.
Am 11. Mai 2006 starb Gründungsmitglied Konrad Carls (geb. Kittner) im Alter von 44 Jahren an einem Herzstillstand. Sein Grab befindet sich auf dem Engesohder Friedhof in Hannover. 2009 erschien als Resümee der Bandgeschichte die Doppel-DVD 25 Jahre sind genug, die Konrad Carls initiiert und an der er noch maßgeblich mitgearbeitet hatte. Die DVD enthält mit Punkrockrente die letzte gemeinsame Studioaufnahme des Duos, die kurz vor Carls Tod entstand.
Mirco „Micro“ Bogumil spielte nach der Auflösung der Band bei Narbengesicht und bis Ende 2008 als Gitarrist bei den Smelly Caps. Mitte 2013 reaktivierte er die Abstürzenden Brieftauben. Neue Bandmitglieder waren der Bassist Tim und der Schlagzeuger Oliver Sauerland (beide von Okli Polki und No ass bueno). Erste Konzerte gab es im Juni 2013 in Peine und im August im Musiktheater Bad bei Hannover. Seit Ende 2013 spielen Micro und Olli wieder zu zweit.
Am 16. März 2016 veröffentlichte die Band mit Nie wieder Pegida das erste neue Lied seit 23 Jahren. Am 23. September 2016 erschien das Album Doofgesagte leben länger. In der FanBox gibt es eine CD-Version der ersten Demokassette Ein Blödman kommt selten allein mit einer Neuauflage des damals beiliegenden Malbuchs.
Bogumil gab am 24. Oktober 2017 auf der Facebook-Seite der Band „aufgrund von unterschiedlichen Auffassungen, bezüglich der Zukunft der Tauben“ die Trennung von Schlagzeuger Sauerland bekannt. Die Presse berichtete von der Auflösung der Band am selben Tag. Laut einem Facebook-Eintrag vom 18. Februar 2018 hat sich die Band in neuer Besetzung mit Norm Anderspunk als neuem Partner von Micro Bogumil wieder zusammengefunden und plant neue Konzerte, die u. a. mit der Weihnachtstour „Süßer die Tauben nie klingen“ eine Fortsetzung bekommen.

## Diskografie

### Alben
- 1984: Ein Blödmann kommt selten allein (Demo) (MC)
- 1986: Das kriegen wir schon hin (LP/CD)
- 1987: We Break Together!!! (LP)
- 1988: Entschuldigen Sie bitte (LP)
- 1989: Im Zeichen des Blöden (LP/CD/MC)
- 1990: Der Letzte macht die Tür zu (LP/CD/MC)
- 1992: Ausser Kontrolle (Live) (LP/CD/MC)
- 1993: Krieg & Spiele (LP/CD/MC)
- 1994: Wer hat an der Uhr gedreht...? (CD/MC)
- 2016: Doofgesagte leben länger / Ein Blödmann kommt selten allein (CD-Version) (LP/CD)

### Tribut
- 1994: ... Ist es wirklich schon so spät? (CD)

Von jeder verkauften CD gingen 5 DM an die Aids-Hilfe Hamburg e. V.
Auf der CD werden die Brieftauben von Bands wie Razzia, Slime, Rubbermaids, Heiter bis Wolkig und vielen anderen Bands gecovert.

### Singles
- 1985: Nicht zu fassen (7″)
- 1989: Das Grauen kehrt zurück (12″)
- 1989: Twist als „Aufquellende Brieftaschen“ (12″ /MCD)
- 1990: Im Strandbad (7″/12″/MCD)
- 1991: Konrad K. (7″/12″/MCD)
- 1992: Eine Muh, eine Mäh, eine Tätärätätä (7″/MCD)
- 1993: Krieg in den Städten (7″) (Cover der Band Klischee)
- 1993: Pa-Pa-Paderborn (7″/MCD)
- 1993: Frank II (Split mit der Crossover-Gruppe Krombacher MC) (SCD)
- 1994: Das Karussell (MCD)
- 1994: Das Herz eines Boxers (MCD)
- 2016: Frauke halts Maul (7″)
- 2018: Das war ich nicht
- 2021: Tanzen

### Samplerbeiträge
- 1989: „Die Kuh“ auf „Wir warten auf die Lindenstraße“ (Vielklang) (Cover der „Mini Pigs“)
- 1991: „Du brauchst es“ auf „Festival der Volxmusik“
- 1995: „Frau Meier“ auf „Jung Kaputt Spart Altersheime – Hannover Punk 78–84“ (Nasty Vinyl)
- 2003: „EMI“ auf „Berenstark X Sampler“
- 2004: „Tanzen“ auf „Berenstark XI Sampler“

### Videoalben
- 1992: Außer Kontrolle (VHS)
- 2009: 25 Jahre sind genug (Doppel-DVD)